# 120361 Guido
120361 Guido este un asteroid din centura principală de asteroizi.

## Descriere
120361 Guido este un asteroid din centura principală de asteroizi. A fost descoperit pe 3 iulie 2005 la Mayhill de Andrew Lowe. Asteroidul prezintă o orbită caracterizată de o semiaxă mare de 2,67 ua, o excentricitate de 0,18 și o înclinație de 12,4° în raport cu ecliptica.